# Phlegra rogenhoferi
Phlegra rogenhoferi là một loài nhện trong họ Salticidae.
Loài này thuộc chi Phlegra. Phlegra rogenhoferi được Eugène Simon miêu tả năm 1868.